# دوره آموزشی
دورهٔ آموزشی یک بسته آموزشی در آموزش عالی در کانادا و ایالات متحده است که به‌طور معمول در طول یک ترم ارائه می‌شود که با مدیریت یکی از اعضای هیئت علمی شرکت تعداد مشخصی از دانشجویان برگزارمی‌شود و به دانشجویان شرکت‌کننده در دوره گواهی شرکت در دوره داده‌می‌شود.